# Strojtex
Strojtex je výrobní divize společnosti REKON spol. s r.o. působící ve Dvoře Králové nad Labem. Strojtex působí v textilním, automobilovém, energetickém, stavebním a nábytkářském průmyslu. Do roku 2017 byla Strojtex nezávislá firma podnikající pod názvem Strojtex a.s.

## Historie společnosti
Společnost byla původně vytvořena v roce 1958 jako národní podnik, jehož původním zaměřením výroby byla kusová a malosériová výroba náhradních dílů pro textilní stroje. Později bylo úkolem Strojtexu především vyvíjet a vyrábět nová zařízení určená pro jutařský a lnářský průmysl a přádelny bavlny. V roce 1988 se kvůli změně legislativy podnik přeměnil na státní. Později byla společnost privatizována a stala se z ní akciová společnost. Po privatizaci společnost investovala nemalé prostředky do nákupu kvalitních obráběcích center, CNC soustruhů a svařovacích robotů. V roce 1998 realizovala společnost tržby ve výši 234 miliónů Kč a zaměstnávala průměrně 443 zaměstnanců. Postupně se ze Strojtexu odštěpilo několik autonomních závodů. V roce 2005 odkoupila od Strojtexu dva závody společnost SPL obchodní, s.r.o. Jeden závod byl odkoupen společností CEDIMA Meziměstí s.r.o.  Nástupnickou společností závodu č. 5 je společnost Strojtex GBHP s.r.o.
Samotná akciová společnost Strojtex se později dostala do velmi špatné finanční situace. V roce 2012 se společnost dostala do insolvence a byl na ní vyhlášen konkurz. Vážné finanční problémy Strojtexu vyústily v roce 2017 v dražbu jmění společnosti. Kupujícím byla společnost REKON, která zahrnula Strojtex pod svou právní firmu. Součástí Strojtexu byl při dražbě již jen výrobní areál v katastrálním území Sylvárov ve Dvoře Králové a rekreační areál v Libuni. Pro účely dražby byla hodnota podniku stanovena znalcem na 49 miliónů Kč. V době dražby byl podnik pronajat třetí osobě jako celek.

## Současné postavení
V současnosti společnost podniká pod firmou REKON spol. s r.o., jeho divizí je právě STROJTEX. Divize ke konci roku 2016 zaměstnávala 152 lidí a měla tržby ve výši 69 miliónů korun. Strojtex se zaměřuje především na obrábění, svařování, pětiosé obrábění, montáž strojních dílů a skupin, kovových palet, kontejnerů, zvedacích plošin a strojních svěráků, montáž dílů, výrobu tvářecích nástrojů (forem), výrobu transformátorových jader, lisování kovů a výrobu vlastních finálních produktů.